# Crateva unilocularis
Espèce
Classification phylogénétique
Crateva unilocularis est une espèce d'arbres de la famille des Capparaceae.
Elle est originaire d'Asie : Chine, Indochine, Inde (notamment l'Assam), Népal et Viêt Nam.
Ce sont des arbres qui vivent entre 100 et 1 800 mètres d'altitude.